# Almo da Croácia
Almo (em latim: Almus; em croata e eslovaco Almoš; c. 1070 — 1127 ou 1129). foi um príncipe do Reino da Hungria.

## Árvore genealógica da Casa de Arpades
|-